# الف ژاله یشیلیرماق
الف ژاله یشیلیرماق (به ترکی استانبولی: Elif Jale Yeşilırmak؛ متولد ۳۰ ژوئیهٔ ۱۹۸۶) کشتی‌گیر آزادکار روسی الاصل تیم ملی ترکیه است.
از افتخارات وی می‌توان به کسب مدال طلا وزن ۵۹ کیلوگرم در مسابقات قهرمانی کشتی جهان ۲۰۱۸ و دو مدال برنز وزن ۵۸ کیلوگرم در مسابقات قهرمانی کشتی جهان ۲۰۱۴ و مسابقات قهرمانی کشتی جهان ۲۰۱۵ اشاره کرد.